# いすゞプラザ
いすゞプラザ（英: Isuzu Plaza）は、神奈川県藤沢市のいすゞ自動車藤沢工場に隣接した所にある自動車展示施設である。

## 概要
いすゞ自動車創立80周年記念事業の一環として、2017年4月11日に開館。
展示内容は「運ぶ」を支える、クルマづくり、歴史の3つのテーマから構成されている。
展示施設以外にミュージアムショップおよび、一般人も利用可能な隣接施設としてカフェ（サクラカフェ）や、宿泊施設（プラザアネックス）がある。
入場料は無料で、開館時間は平日9時 - 17時（完全予約制）、土曜祝日は10時 - 17時（予約不要の自由見学日）で、どちらも最終入場時間は16時である。
また、日曜、月曜、お盆、年末年始、GWなどが閉館する。

### 2022年
新型コロナウイルス蔓延防止対策として1月21日より休館措置がとられていたが、3月23日より入場方法変更のうえで再開館した。
入館方法（抜粋）
- 全日事前予約による入れ替え制（最大2時間まで）
- 団体予約不可（最大9名まで）
- マスク着用必須（2歳未満の乳幼児を除く）

## 展示車両
館内1階フロア
- アッソ・ディ・フィオーリ
  - ピアッツァ（初代）のプロトタイプ。2021年3月より展示開始。
- ウーズレーCP型トラック（1924年(大正13年)製造）
- 6代目 エルフ ハイキャブ（アルミあおり）
- 5代目 フォワード（アルミウイング）
- 2代目 ギガ 4×2セミトラクタ カスタム
- 2代目 エルガLV290（ノンステップバス）
- 陸上自衛隊 73式大型トラック SKW
  - 防衛省から展示許可が下りたため一般公開可能になった。
- 2代目 D-MAX（ダブルキャブ）

館内2階フロア
- スミダM型バス（1929年(昭和4年)製造）
- TX80 トラック（1948年(昭和23年)製造）
- 初代エルフ（1963年(昭和38年)製造）
- ベレル（1961年(昭和36年)製造）
- シボレー LUV（1972年(昭和47年)製造）
  - いすゞファスタートラックのリバッジモデル
- 初代 PFジェミニセダン（1974年(昭和49年)製造）
- 初期型 117クーペ
- 5代目エルフKR（標準キャブ）

屋外展示
- 2代目 ギガ 4×2セミトラクタ（カスタム仕様）

そのうち、運転席などに乗車可能なものは1階フロアの「エルフ」「フォワード」「ギガトラクター」「エルガ」「SKW」「D-MAX」である。（なおエルガは運転席は除く客室のみ。またSKWは兵員輸送にも用いる荷台部分も乗り降り可能。）

## アクセス

### 鉄道
- 小田急江ノ島線・相模鉄道いずみ野線・横浜市営地下鉄ブルーライン「湘南台駅」下車

### バス
- 湘南台駅東口バス乗り場から
  - 無料シャトルバス（所要時間約10分）

- 湘南台駅西口バス乗り場から
  - 神奈川中央交通路線バスで、「北警察署前」下車し徒歩約5分。
    - 綾瀬営業所（せ）湘13（桐原循環線）、湘15（文化体育館前行）、湘19・湘20（綾瀬車庫行）、湘22（吉岡工業団地行）、湘23・湘24（慶応大学行・慶応中高等部前行）
    - 茅ヶ崎営業所（ち）湘11（茅ヶ崎駅行）
    - 藤沢営業所（ふ）藤39（藤沢駅北口行）

### 自動車
- 圏央道海老名ICから約10km
- 横浜新道戸塚料金所から約11km  
  - 無料駐車場：乗用車13台、バス3台 （臨時駐車場約50台）

## 隣接施設
- いすゞ自動車ものづくりサービストレーニングセンター（社員・関係者用教育研修施設）
- プラザアネックス（一般開放型宿泊施設）
- いすゞ自動車藤沢工場